# 420

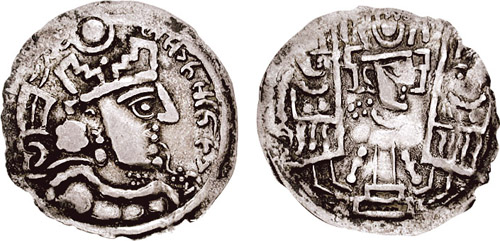
Koning Bahram V (r. 420-438)

Het jaar 420 is het 20e jaar in de 5e eeuw volgens de christelijke jaartelling.

## Gebeurtenissen

### Romeinse rijk
- De Ripuarische Franken trekken de Rijn over en vallen de provincies Germania Secunda en Belgica Prima binnen. De stad Trier wordt belegerd en ingenomen.
- Het stadje Aléria op Corsica wordt door de Vandalen geplunderd en in brand gestoken.
- Asterius voert campagne in Gallaecia en maakt een einde aan de usurpatie van Maximus.
- De Hispaanse vicaris Maurocellus lijdt een nederlaag bij Braga tegen de Vandalen.

### Perzië
- Bahram V (r. 420-438) volgt zijn vader Yazdagird I op als koning van het Perzische Rijk. Hij begint een christenvervolging nadat een bisschop getracht heeft de Vuurtempel in brand te steken. Het zoroastrisme wordt als religie oppermachtig.

### China
- 7 juli - Keizer Jin Gongdi wordt gedwongen afstand te doen van de troon. Aan de Oostelijke Jin-Dynastie komt een einde, de militaire macht wordt verdeeld onder plaatselijke krijgsheren. De Liu Song-Dynastie wordt gesticht.

## Geboren
- Anthemius, keizer van het West-Romeinse Rijk (waarschijnlijke datum)
- Glycerius, keizer van het West-Romeinse Rijk (waarschijnlijke datum)
- Majorianus, keizer van het West-Romeinse Rijk (waarschijnlijke datum)

## Overleden
- Eunapius, Grieks historicus en sofist (waarschijnlijke datum)
- 28 september - Eustochium, abdis en heilige
- 30 september - Hiëronymus van Stridon, kerkvader en vertaler van de Bijbel
- Paulus Orosius, Romeins historicus (waarschijnlijke datum)
- Urbitius van Metz, Frans bisschop (waarschijnlijke datum)
- Yazdagird I, koning van de Sassaniden (Perzië)
- Zosimos van Panopolis, Grieks alchemist (waarschijnlijke datum)